# Волф Вондрачек
Волф Вондрачек (на немски: Wolf Wondratschek) е германски поет, белетрист, критик и автор на радиопиеси.

## Житейски и творчески път
Волф Вондрачек е роден в Рудолщат, Тюрингия.
Израства в Карлсруе и следва литературознание, философия и социология в Хайделберг, Гьотинген и Франкфурт на Майн. Работи като редактор в престижното литературно списание „Текст + критик“.
В 1965 г. излизат първите му стихове. По време на студентските вълнения през 1968 г. поетът има голям успех със стихотворението „Когато Алфред Жари забеляза, че майка му е девица, яхна своя велосипед“, което му донася първата раздадена литературна награда „Леонс и Лена“. Излиза и сборникът му с разкази „Някога денят започваше с рана от изстрел“ (1969). През 1970-1971 г. Вондрачек живее в Лондон и е гост-доцент по поетика в университета в Уоруик. Публикува в самиздат поредица от четири книги със стихотворения и песни – „Стаята на Чък“ (1974), „Тихият смях в ухото на друг“ (1976), „Мъже и жени“ (1978) и „Последни стихотворения“ (1980), които достигат тираж от 100 000 екземпляра. Тогава маститият литературен критик Марсел Райх-Раницки го определя като „класик на младата немска поезия“. През 1977-1978 г. Вондрачек изнася беседи в американски университети и пътува из Мексико. Публикува „Самотата на мъжете. Мексикански сонети.“ (1983), „Стихотворения“ (1992) и „Любовна лирика“ (1997). Цикъл с 35 стихотворения излиза под заглавие „Момичето и хвърлящият ножове“ (1997).
Следват есетата „Писма до Кели“ (1998), сборникът с разкази „Великото оскърбление“ (2001), новелата „Фризьорът на Моцарт“ (2002) и романът „Мара“ (2003). Излиза и поетическата книга на Вондрачек „Орфей под слънцето“  (2003), събрала творби от различни години и посрещната с въодушевление от читателите и критиката.

## Признание
Писателят живее на свободна практика в Мюнхен, а от 1997 г. – във Виена. За творчеството си е отличен с литературната награда „Леонс и Лена“ (1967).